# Jean Leuillieux
Georges Robert Félix Constant Leuillieux (3 de agosto de 1879 - 1 de mayo de 1950) fue un nadador francés y jugador de waterpolo. Él compitió en los Juegos Olímpicos de París 1900 en waterpolo y cuatro eventos de natación. Ganó una medalla de bronce en los 200 m de natación equipo y terminó sexto en los eventos de estilo libre 1000 m.